# Fortuna (teleregény)
A Fortuna (Szerencse), egy mexikói telenovella a Cadena Tres-Argos-tól, amely először 2013. április 22-én került adásba. Főszereplői Andrés Palacios, Anna Ciocchetti, Lisette Morelos, Alejandro de la Madrid, Claudia Ramírez és Manuel Balbi. A sorozatot Magyarországon még nem mutatták be.

## Történet
|  | Alább a cselekmény részletei következnek! |

A Fortuna egy család drámája és egy thriller, amely a mexikói szerencsejáték legális és illegális világát mutatja be.
Adolfo Altamirano, a kaszinótulajdos egy robbantás során megsérül. Fia, Gabriel Monterreyből Mexikóvárosba utazik. A kórházban meglepetésként éri, hogy édesapjának egy másik családja is van.
|  | Itt a vége a cselekmény részletezésének! |

## Szereplők

### Főszereplők
| Színész(nő)            | Szerep                     | Megjegyzés                                                                         |
| ---------------------- | -------------------------- | ---------------------------------------------------------------------------------- |
| Andrés Palacios        | Gabriel Altamirano Ledesma | Adolfo és Mercedes fia, Carolina testvére                                          |
| Anna Ciocchetti        | Minerva de Altamirano      | Adolfo felesége                                                                    |
| Lisette Morelos        | Alicia Altamirano          | Adolfo és Minerva lánya                                                            |
| Alejandro de la Madrid | Roberto Altamirano         | Adolfo és Minerva fia                                                              |
| Claudia Ramírez        | Mercedes Ledesma           | Adolfo élettársa, Gabriel és Carolina édesanyja                                    |
| Iliana Fox             | Florencia Lizalde          | Rendőr                                                                             |
| Manuel Balbi           | Jerónimo Durán             | Adolfo és Minerva fogadott fia                                                     |
| Ari Brickman           | Sergei Ilianov             | Bűnöző                                                                             |
| Mimi Morales           | Carolina Gil Ledesma       | Mercedes és Hugo lánya, Gabriel testvére                                           |
| Néstor Rodulfo         | Ernesto                    | Rendőr                                                                             |
| Estela Calderón        | Elizabeth 'Liz' Méndez     | Krupié a kaszinóban                                                                |
| Marco Zettina          | Leonel                     |                                                                                    |
| José María Soane       | Solares                    | Miniszter, Rebeca férje                                                            |
| Marco Treviño          | Adolfo Altamirano          | Minerva férje, Gabriel, Roberto és Alica édesapja, Carolina és Jerónimo nevelőapja |
| Carlos Torrestorija    | César                      |                                                                                    |
| Itatí Cantoral         | Paloma                     |                                                                                    |

### Vendég- és mellékszereplők
| Színész(nő)        | Szerep              | Megjegyzés            |
| ------------------ | ------------------- | --------------------- |
| César Izaguirre    |                     |                       |
| Citlali Galindo    | Violeta de Casasola | Darío felesége        |
| Claudia Ríos       |                     |                       |
| Constantino Costas | Darío Casasola      |                       |
| Estela Furlong     |                     |                       |
| Eva Moral          | Rebeca de Solares   | Roberto szeretője     |
| Héctor Calderón    |                     |                       |
| Irineo Álvarez     |                     |                       |
| Juan José Pucheta  |                     |                       |
| Luis Yeverino      | Matías              |                       |
| René García        | Silvestre           |                       |
| Saturnino Martínez | Dr. Gerardo         | Orvos, Adolfo barátja |